# Marcus Berg
Marcus Berg (* 17. August 1986 in Torsby) ist ein ehemaliger schwedischer Fußballspieler. Der Mittelstürmer bestritt seine Karriere in Schweden, den Niederlanden, Deutschland, Griechenland sowie den Vereinigten Arabischen Emiraten und stand zuletzt beim IFK Göteborg unter Vertrag.
In Schweden, Griechenland und den Vereinigten Arabischen Emiraten gewann Berg diverse nationale Titel, darunter den Meistertitel der Allsvenskan und der UAE Arabian Gulf League. Zudem wurde er in drei verschiedenen Ligen Torschützenkönig: in der Spielzeit 2007 in der schwedischen Allsvenskan, in der Spielzeit 2016/17 in der griechischen Super League sowie in der Spielzeit 2017/18 in der UAE Arabian Gulf League.
Berg debütierte 2008 in der schwedischen Nationalmannschaft, in der er jedoch lange Zeit im Schatten des schwedischen Stürmerstars Zlatan Ibrahimović stand. Zuvor war er bereits für schwedische Nachwuchsnationalmannschaften aufgelaufen, darunter zwischen 2006 und 2009 für die schwedische U-21-Auswahlmannschaft. 2009 wurde er Torschützenkönig bei der in seinem Heimatland ausgetragenen U-21-Europameisterschaftsendrunde, wobei er mit sieben Turniertoren einen Rekord aufstellte. Mit der A-Nationalmannschaft nahm er an den Europameisterschaftsendrunden 2016 und 2021, sowie am Weltmeisterschaftsturnier 2018 teil.
Am 25. September 2023 gab er seinen Rücktritt vom aktiven Fußball bekannt.

## Werdegang

### Anfänge in Schweden und Torschützenkönig
Berg spielte in der Jugend für IFK Velen und Torsby IF. 2003 wechselte er zu IFK Göteborg in die Jugendabteilung. In der Spielzeit 2005 debütierte er für den IFK in der Allsvenskan. In seiner zweiten Spielzeit erspielte er sich einen Stammplatz und wurde in die schwedische U-21-Auswahl berufen: Bei der 0:1-Niederlage gegen die irische U-21-Auswahl am 28. Februar 2006 hatte er sein Debüt, als er in der Halbzeitpause Henok Goitom ersetzte. In den folgenden Spielen konnte er sich in der Auswahlmannschaft etablieren und kam regelmäßig zum Einsatz.
In der Spielzeit 2007 war Berg in der Allsvenskan regelmäßiger Torschütze. Im Sommer 2008 verpflichtete ihn der niederländische Klub FC Groningen für 38 Millionen Schwedische Kronen (ca. 4,1 Millionen Euro). Nach 14 Toren in 17 Saisonspielen verließ er Schweden und wurde trotz der verpassten restlichen Spielzeit gleichauf mit Razak Omotoyossi Torschützenkönig der Allsvenskan.

### Torschütze in der Ehrendivision und Debüt in der Nationalmannschaft
Am 18. August 2007 debütierte Berg beim 3:0-Auswärtserfolg für den FC Groningen bei NAC Breda in der Ehrendivision. In seinem dritten Einsatz am 2. September 2007 beim 2:2-Unentschieden im Auswärtsspiel bei Ajax Amsterdam erzielte er seine ersten zwei Tore für seinen neuen Arbeitgeber. Auch in der Folge war er regelmäßiger Torschütze und spielte sich ins Blickfeld von Lars Lagerbäck, dem Trainer der schwedischen Nationalmannschaft. Am 6. Februar debütierte er mit der Rückennummer 10 beim 0:0-Unentschieden gegen die türkische Nationalelf in der Startelf der Landesauswahl. Am Saisonende führte er mit 15 Erstligatoren – damit belegte er den fünften Rang in der Torschützenliste der Ehrendivision – den Klub auf den siebten Tabellenrang. In den anschließenden Playoffs um einen Platz im UEFA-Pokal verhalf er mit zwei Toren beim 3:1-Erfolg über den FC Utrecht zum Einzug ins Halbfinale gegen NEC Nijmegen, in dem die Mannschaft trotz eines weiteren Tores von Berg scheiterte. Dennoch wurde er nicht von Lagerbäck in den Kader der schwedischen Auswahl für die Europameisterschaft 2008 berufen; erst im Anschluss an das Turnier kehrte er in den Nationalelfkader zurück und bestritt am 20. August bei der 2:3-Niederlage gegen Frankreich sein zweites Länderspiel.
Auch zu Beginn seiner zweiten Spielzeit in den Niederlanden gehörte Berg zu den torgefährlichsten Stürmern. Im September 2008 schoss er mit einem Hattrick seinen Klub beim 3:2-Erfolg im Pokalspiel bei HVV Hollandia nach einem 0:2-Rückstand in die nächste Runde. Daraufhin meldeten im Herbst der PSV Eindhoven und Ajax Amsterdam Interesse an einer Verpflichtung an. Analog zum Vorjahr etablierte er sich in der Torschützenliste im vorderen Bereich und belegte in der Statistik hinter dem 23-fachen Torschützen Mounir El Hamdaoui und dem 22-fachen Torschützen Luis Suárez mit 17 Toren den dritten Platz vor Roy Makaay, Danijel Pranjić und Blaise Nkufo. Nicht zuletzt deswegen etablierte er sich im Kader der A-Nationalmannschaft, in der er jedoch angesichts der Konkurrenz von Zlatan Ibrahimović, Henrik Larsson und Johan Elmander hauptsächlich als Ergänzungsstürmer berücksichtigt wurde. Obwohl er für die U-21-Auswahl im Kalenderjahr keine Partie mehr bestritten hatte, nominierten ihn Ende Mai die Trainer Tommy Söderberg und Jörgen Lennartsson für die U-21-Europameisterschaftsendrunde im Sommer im eigenen Land, bei der er mit bis dahin sieben A-Länderspieleinsätzen der erfahrenste Spieler der schwedischen Mannschaft war. Beim letzten A-Länderspiel vor dem Turnier, einem 4:0-Erfolg über Malta im Rahmen der Qualifikation zur Weltmeisterschaft 2010, erzielte er sein erstes Länderspieltor. Die Treffsicherheit konnte er für das Turnier konservieren und mit sieben Treffern in vier Spielen gewann er den Goldenen Schuh von adidas als Auszeichnung für den besten Torschützen. Zudem zeichnete die UEFA ihn als besten Spieler des Turniers aus.

### Gemischter Erfolg in der Bundesliga mit zeitweiser Rückkehr in die Niederlande

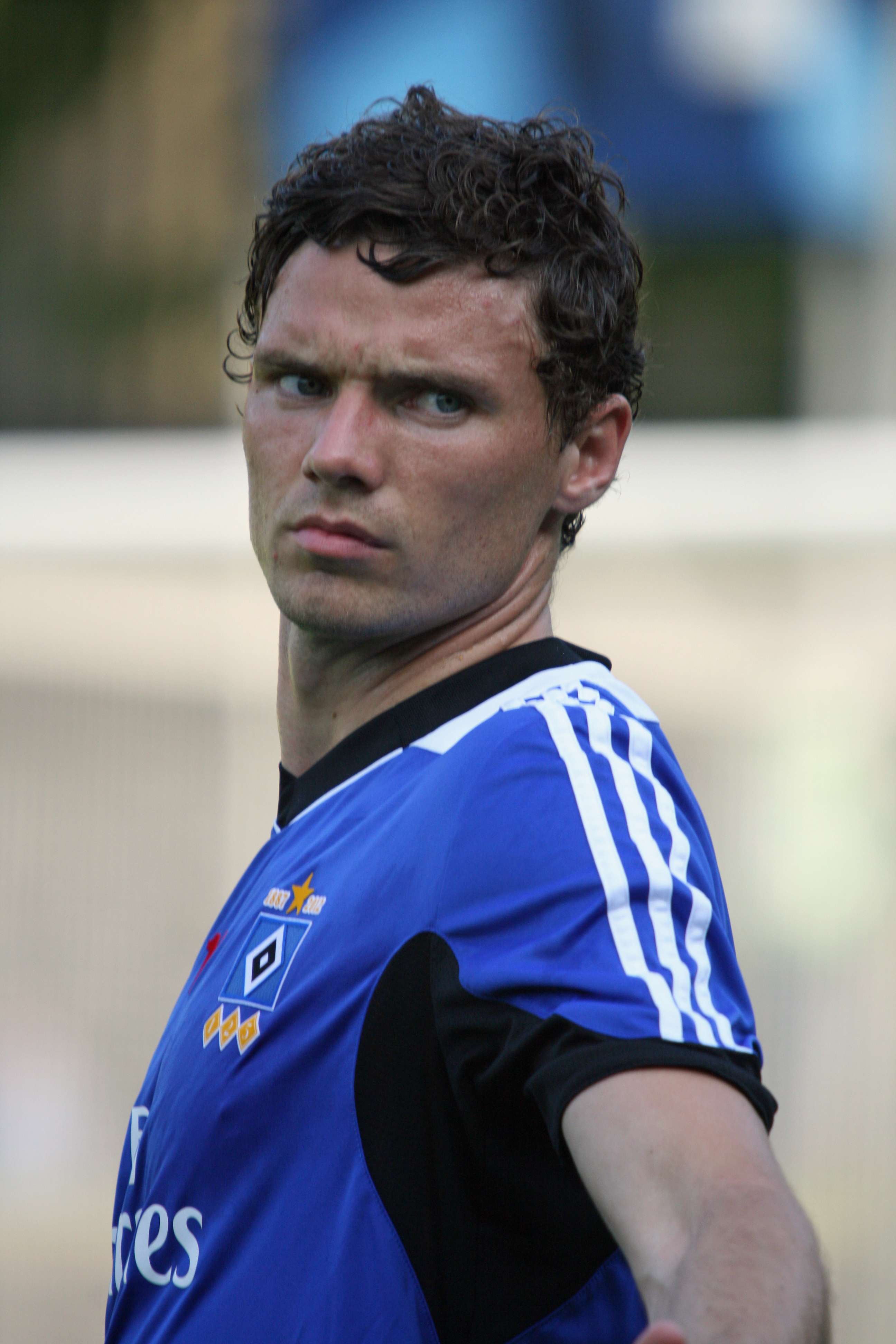
Berg im Trikot des HSV (2012)

Zur Saison 2009/10 unterschrieb Berg einen Vertrag bei dem deutschen Bundesligisten Hamburger SV bis zum 30. Juni 2014. Zwar erzielte er bei seinem Bundesligadebüt am 15. August beim 4:1-Erfolg über Borussia Dortmund sein erstes Tor in der Bundesliga, im Laufe der Spielzeit konnte sich der Angreifer jedoch nicht in der Stammformation etablieren. Zeitweise in der Startelf, wobei er auch vom Verletzungspech seiner Kollegen Paolo Guerrero und Mladen Petrić profitierte, saß er bei der Hälfte seiner 30 Saisonspiele bei Bruno Labbadia und dessen Nachfolger Ricardo Moniz insbesondere nach der Verpflichtung von Ruud van Nistelrooy in der Winterpause auf der Ersatzbank.
Für die Saison 2010/11 verlieh der Hamburger SV Berg an die PSV Eindhoven. Jedoch lief es auch in den Niederlanden nicht ganz nach Maß. Bei seinem neuen Verein brachte er es zwar auf 25 Einsätze in der Ehrendivision und konnte dabei acht Treffer erzielen, allerdings spielte er nur viermal über die komplette Spielzeit von 90 Minuten. Mit der PSV belegte er den dritten Platz.
Nach Ablauf des Leihvertrages kehrte Berg zur Saison 2011/12 zum Hamburger SV zurück. Auch aufgrund diverser Verletzungen fasste er jedoch abermals in Hamburg nicht Fuß. Erst gegen Ende Spielzeit kam er unter Thorsten Fink häufiger zum Einsatz, der Klub rettete sich als Viertletzter der Endtabelle vor dem Abstieg.
In der Saison 2012/13 rückte er endgültig ins zweite Glied, lediglich bei zwei seiner elf Saisoneinsätze stand er in der Startelf, sein einziges Pflichtspieltor im Saisonverlauf erzielte er bei der 2:4-Erstrundenniederlage beim Drittligisten Karlsruher SC im DFB-Pokal.

### Wieder in die Erfolgsspur in Griechenland
Im Sommer 2013 wechselte Berg in die griechische Super League zu Panathinaikos Athen. Hier zeigte er auf Anhieb seine Torgefahr, mit 15 Saisontoren wurde er hinter Esteban Solari, der ein Tor mehr erzielt hatte, gleichauf mit Ben Nabouhane Zweiter der Torschützenliste. Zwar platzierte er sich mit dem Klub in der Spielzeit 2013/14 mit deutlichem Abstand auf Serienmeister Olympiakos Piräus lediglich als Tabellenvierter, im Pokalwettbewerb erreichte die Mannschaft jedoch das Endspiel gegen PAOK Thessaloniki. Dort avancierte er zum Matchwinner, als er beim 4:1-Finalerfolg drei Tore erzielte. In der Folge kehrte er im Frühjahr nach knapp anderthalbjähriger Abstinenz wieder in die A-Nationalmannschaft zurück, die jedoch die Qualifikation zur Weltmeisterschaftsendrunde 2014 verpasst hatte.
Wenngleich in den beiden folgenden Spielzeiten immer wieder von kleineren Verletzungen gebremst traf er jeweils zweistellig im gesamten Saisonverlauf und führte den Klub damit jeweils zur Vizemeisterschaft. Diese Leistungen wurden auch von Nationaltrainer Erik Hamrén honoriert, bei der EM-Endrunde 2016 in Frankreich wurde er in das Aufgebot Schwedens aufgenommen. Dabei duellierte er sich mit John Guidetti um den zweiten Platz im Sturm neben Ibrahimović und stand zweimal in der Gruppenphase in der Startelf, einmal kam er als Einwechselspieler in die Partie. Letztlich holte die schwedische Auswahlmannschaft nur einen Punkt beim 1:1-Unentschieden im Auftaktspiel gegen Irland und beendete die Gruppenphase nach zwei 0:1-Niederlagen in den folgenden Spielen als Tabellenletzter hinter Gruppensieger Italien, Belgien und Irland. Bezeichnenderweise war das einzige Turniertor zugunsten der Skandinavier ein Eigentor des Iren Ciaran Clark.
Nach dem Nationalmannschaftskarriereende Ibrahimovićs im Anschluss an das Turnier etablierte sich Berg als Sturmspitze unter dem neuen Nationaltrainer Janne Andersson und war in der Qualifikation zur WM-Endrunde 2018 der torgefährlichste Angreifer der Schweden. Auch auf Vereinsebene zeigte er weiterhin seine Torgefahr, so dass Panathinaikos im Herbst 2016 seinen Vertrag bis Sommer 2019 verlängerte. In der Spielzeit 2016/17 erzielte er bis zum Saisonende 22 Tore. Damit distanzierte er den Tunesier Hamza Younés um drei Tore und krönte sich zum Torschützenkönig, jedoch reichte es in der Meisterschaft nur zum dritten Tabellenplatz.

### Wechsel in die Vereinigten Arabischen Emirate und erste WM-Teilnahme
Im Juni 2017 wechselte Berg zum al Ain Club in die Vereinigten Arabischen Emirate. Mit 25 Saisontoren platzierte er sich vor Sebastián Tagliabué in der Torschützenliste und führte den Klub zum Double aus Meisterschaft in der UAE Arabian Gulf League und Sieg im UAE President’s Cup. Beim 2:1-Endspielsieg gegen al-Wasl hatte er den Treffer zum 2:0-Zwischenstand beigetragen.
Auch in der Nationalmannschaft blieb Berg in der Erfolgsspur. Als Gruppenzweiter hinter Frankreich hatte sich Schweden unter anderem vor dem dreifachen WM-Finalisten Niederlande für die Play-off-Spiele im November 2017 qualifiziert. Nach einem 1:0-Heimsieg und einem 0:0-Unentschieden im Rückspiel gegen Italien qualifizierte sich Schweden nach zwölf Jahren Abstinenz wieder für eine WM-Endrunde, unter Andersson gehörte er im Sommer 2018 zum 23 Spieler umfassenden Kader für das Turnier in Russland. Dort wurde er mit der Mannschaft nach nur einer Niederlage gegen den amtierenden Weltmeister und späteren Gruppenletzten Deutschland Gruppensieger vor Mexiko. Über einen 1:0-Erfolg gegen die Schweiz erreichte sie das Viertelfinale, in dem sie mit einer 0:2-Niederlage gegen England ausschied. Berg stand dabei in allen fünf Turnierspielen in der Startformation, blieb aber ohne WM-Tor.
Im Herbst nahm Berg mit dem al Ain Club als Gastgeber an der FIFA-Klub-Weltmeisterschaft 2018 teil. Dort erzielte er in vier Spielen zwei Tore, als er mit dem Klub das Endspiel erreichte. Dort setzte sich der UEFA-Vertreter Real Madrid mit einem 4:1-Sieg deutlich durch. In der lokalen Meisterschaft konnte der Klub den Erfolg jedoch nicht bestätigen und beendete die Spielzeit auf dem vierten Tabellenplatz.

### Rückkehr in den europäischen Fußball
Im Sommer 2019 verließ Berg die Vereinigten Arabischen Emirate und wechselte zum FK Krasnodar in die Premjer-Liga. Beim russischen Erstligisten unterzeichnete er einen Einjahresvertrag und traf dort auf die Landsmänner Viktor Claesson und Kristoffer Olsson. Mit dem vormaligen Schweden-Profi Ari bildete er das Offensivduo des Klubs und war in der Spielzeit 2019/20 mit neun Saisontoren vereinsintern treffsicherster Stürmer. Als Tabellendritter erreichte die Mannschaft die 3. Qualifikationsrunde zur UEFA Champions League 2020/21. Mit zwei Siegen über den griechischen Klub PAOK Thessaloniki zog sie anschließend in die Gruppenphase ein. Zuvor hatte Berg seinen auslaufenden Vertrag um eine Spielzeit verlängert.
Mit der schwedischen Auswahl erreichte er bei der Europameisterschaft 2021 das Achtelfinale, wo Schweden gegen die Ukraine ausschied.

## Sonstiges
Berg erhielt wegen seiner Treffsicherheit in der Jugend in Anlehnung an den Spitznamen Filip „Svarte-Filip“ Johanssons den Beinamen Svarte-Marcus. Sein Bruder Jonatan Berg war ebenfalls Fußballprofi und spielte unter anderem für den IFK Göteborg, die Gefle IF, Varbergs BoIS und den italienischen Klub Taranto FC 1927.

## Erfolge
Im Verein
- Schwedische Meisterschaft: 2007
- Griechischer Pokalsieger: 2014
- Meister der Vereinigten Arabischen Emirate: 2018

## Auszeichnungen
- Torschützenkönig der schwedischen Allsvenskan 2007 (zusammen mit Razak Omotoyossi)
- Goldener Schuh der U-21-Europameisterschaft 2009
- Bester Spieler der U-21-Europameisterschaft 2009
- Torschützenkönig der griechischen Super League 2016/17